# Выборы в Законодательное собрание Свердловской области (2000)
Выборы в Законодательное собрание Свердловской области III-го созыва прошли 26 марта 2000 года по пропорциональной избирательной системе.

## Результаты выборов

### Нижняя палата
| Областная дума Свердловской области ЗакСо III-го созыва        |                                                  |                |                |                |       |          |       |       |
| Партия                                                         | Партия                                           | Кандидатов     | Голоса         | Голоса         | Места | Места    | Места | Места |
| Партия                                                         | Партия                                           | Кандидатов     | No.            | %              | До    | Выиграно | После | +/–   |
|                                                                | Избирательный блок «Единство Урала»              | ??             | 478 312        | 22,21          | 8     | 5        | 7     | ▼-1   |
|                                                                | Наш дом — наш город                              | ??             | ??             | ??             | 7     | 4        | 8     | ▲+1   |
|                                                                | Движение трудящихся за социальные гарантии «МАЙ» | ??             | 265 933        | 12,35          | 0     | 3        | 3     | новая |
|                                                                | Коммунистическая партия Российской Федерации     | ??             | 146 741        | 11,83          | 5     | 2        | 4     | ▼-1   |
| Партии, оставшиеся после ротации 1/2 нижней палаты ЗакСобрания |                                                  |                |                |                |       |          |       |       |
|                                                                | Наш дом — Россия                                 | Не участвовала | Не участвовала | Не участвовала | 2     | 0        | 2     | ▬     |
|                                                                | Горнозаводской Урал                              | Не участвовала | Не участвовала | Не участвовала | 2     | 0        | 2     | ▬     |
|                                                                | Промышленный союз                                | Не участвовала | Не участвовала | Не участвовала | 1     | 0        | 1     | ▬     |
|                                                                | Социальная помощь и поддержка                    | Не участвовала | Не участвовала | Не участвовала | 1     | 0        | 1     | ▬     |
| Всего                                                          | Всего                                            | Всего          | ??             | 100,00         | 28    | 28       | 28    | ▬     |

### Верхняя палата
- Асбестовский одномандатный избирательный округ № 1 — Крупин, Николай Михайлович (167 109 голосов; 31,01 %)
- Артемовский одномандатный избирательный округ № 2 — Миненков, Владимир Михайлович (160 895 голосов; 21,70 %)
- Богдановичский одномандатный избирательный округ № 3 — Бабушкина, Людмила Валентиновна (163 607 голосов; 25,27 %)
- Верх-Исетский одномандатный избирательный округ № 4 — Выборы аннулированы — 146 867
- Кировский одномандатный избирательный округ № 6 — Чернецкий, Аркадий Михайлович (156 911 голосов; 55,65 %)
- Ленинский одномандатный избирательный округ № 7 — Марчевский, Анатолий Павлович (153 570 голосов; 40,99 %)
- Октябрьский одномандатный избирательный округ № 8 — Гусев, Олег Андреевич (164 959 голосов; 33,25 %)
- Орджоникидзевский одномандатный избирательный округ № 9 — Черкасов, Сергей Вилленович (173 684 голоса; 29,45 %)
- Чкаловский одномандатный избирательный округ № 10 — Выборы аннулированы — 154 441
- Каменск-Уральский одномандатный избирательный округ № 11 — Якимов, Виктор Васильевич (173 498 голосов; 73,04 %)
- Краснотурьинский одномандатный избирательный округ № 13 — Михель, Виктор Егорович (169 831 голос; 47,07 %)
- Красноуфимский одномандатный избирательный округ № 14 — Федулев, Павел Анатольевич (177 390 голосов; 27,45 %)
- Кушвинский одномандатный избирательный округ № 15 — Капчук, Сергей Александрович (178 117 голосов; 32,76 %)
- Дзержинский одномандатный избирательный округ № 16 — Диденко, Николай Наумович (167 581 голос; 56,12 %)
- Ленинский г. Нижнего Тагила одномандатный избирательный округ № 17 — Носов, Сергей Константинович (160 085 голосов; 73,02 %)
- Первоуральский одномандатный избирательный округ № 18 — Шмелев, Андрей Константинович (180 917 голосов; 23,78 %)
- Серовский одномандатный избирательный округ № 19 — Баков, Антон Алексеевич (178 509 голосов; 29,47 %)
- Сысертский одномандатный избирательный округ № 20 — Серебренников, Александр Васильевич (176 584 голоса; 29,34 %)
- Туринский одномандатный избирательный округ № 21 — Куковякин, Александр Васильевич (156 699 голосов; 35,33 %)